# 渡辺祥子
渡辺 祥子（わたなべ さちこ、1941年 - ）は、日本の映画評論家である。本名は松本祥子。夫は、同じく映画評論家の筈見有弘。
日本映画ペンクラブ代表幹事。
埼玉県生まれ。1959年、共立女子大学文芸学部芸術学科卒業。雄鶏社に入り月刊「映画ストーリー」編集部を経て、フリーの編集、映画評論に活躍。「映画ストーリー」編集部勤務中、筈見有弘と結婚。 
1993年、夫と共同監修した著書『映画・ビデオ・テレビ外国俳優大事典』で淀川長治賞を受賞。 

## 著書

### 単著
- 食欲的映画生活術 渡辺祥子 著 早川書房 1992
- 映画とたべもの 渡辺祥子 著 ぴあ 2005
- "食"の映画術 : 映画の中の食べ物から見た世界 渡辺祥子 著 近代映画社 2009 (Screen新書 ; 017)

### 共著
- ハリウッド・スキャンダル : アメリカ映画界の光と影 筈見有弘, 渡辺祥子共著,Screen編集部 編 近代映画社 2002 のち『その時、ハリウッド・スターに何が起こったのか? : アメリカ映画界の光と影』としてScreen新書
- プロが選んだはじめてのミステリー映画 : 北川れい子ベストセレクション50 北川れい子, 河原畑寧, 渡辺祥子, 北島明弘, 滝本誠 監修 近代映画社 2007

### 編著
- ブラッド・ピット&ハリウッド・ホット・スターズ : アメリカ映画界をリードする14人 渡辺祥子 編 近代映画社 1996
- オードリー・ヘプバーン : 聖少女の微笑 責任編集: 渡辺祥子 芳賀書店 1974 (デラックスカラーシネアルバム ; 1)
- ナスターシャ・キンスキー : 美しき野獣 渡辺祥子 責任編集 芳賀書店 1982 (シネアルバム ; 91)

### 監修
- 映画・ビデオ・テレビ外国俳優大事典 : 映画の誕生から最新の俳優まで 筈見有弘監修 芳賀書店 1993
- アカデミー賞記録事典 筈見有弘, 渡辺祥子 監修 キネマ旬報社 2013

### 翻訳
- 年上の女 ダーシー・オブライエン 著,渡辺祥子 訳 ヘラルド・エンタープライズ 1979 (ヘラルド映画文庫)